# Montmort-Lucy
Montmort-Lucy  là một xã thuộc tỉnh Marne trong vùng Grand Est đông nam nước Pháp. Xã này nằm ở khu vực có độ cao trung bình 206 mét trên mực nước biển.
- Château de Montmort